# Општина Марунцеј (Олт)
Марунцеј (рум. Mărunţei) општина је у Румунији у округу Олт.
Oпштина се налази на надморској висини од 131 m.